# Rives de l’Yon
Rives de l’Yon község Franciaország Loire mente régiójában, Vendée megyében. Új községként 2016. január 1-jén jött létre Saint-Florent-des-Bois és Chaillé-sous-les-Ormeaux község egyesítésével. Az egyesüléskor az új község lélekszáma 4107 fő lett. Lakosainak száma 4285 fő (2022. január 1.).

## Népesség
| Lakosok száma | 4160 | 4180 | 4217 | 4238 | 4245 | 4285 |
|               | 2017 | 2018 | 2019 | 2020 | 2021 | 2022 |